# Großsteingrab Nejede Vesterskov
Das Großsteingrab Nejede Vesterskov (früher Neiede Vesterskov) ist eine megalithische Grabanlage der jungsteinzeitlichen Nordgruppe der Trichterbecherkultur im Kirchspiel Alsønderup in der dänischen Kommune Hillerød.

## Lage
Das Grab liegt westlich von Alsønderup im Waldgebiet Nejede Vesterskov. In der näheren Umgebung gibt bzw. gab es zahlreiche weitere megalithische Grabanlagen.

## Forschungsgeschichte
In den Jahren 1887 und 1942 führten Mitarbeiter des Dänischen Nationalmuseums Dokumentationen der Fundstelle durch.

## Beschreibung
Die Anlage besitzt eine runde Hügelschüttung mit einem Durchmesser von etwa 30 m und einer Höhe von 2,5 m. Eine steinerne Umfassung ist nicht erkennbar.
Der Hügel enthält zwei Grabkammern, die beide als Ganggräber anzusprechen sind. Die östliche Kammer ist nordwest-südöstlich orientiert. Nur der Nordwestteil der Kammer ist erhalten. Er besteht noch aus neun Wandsteinen und einem in die Kammer gestürzten Deckstein. An der südwestlichen Langseite ist der Kammer ein nordnordost-südsüdwestlich orientierter Gang vorgelagert. Er hat eine Länge von mindestens 9,5 m. Vom Gang sind vier Wandsteine an der Westseite und neun Wandsteine an der Ostseite erhalten.
Die westliche Grabkammer ist weitgehend zerstört. Hier ist nur noch ein Abschlussstein einer Schmalseite erhalten. Der Kammer ist ein nord-südlich orientierter Gang vorgelagert. Er hat eine Länge von etwa 7 m. Vom Gang sind vier Wandsteine an der Westseite und sieben Wandsteine an der Ostseite erhalten.
An mehreren Stellen des Hügels sind verlagerte Steine zu erkennen.